# Emergenza cipriota
L'Emergenza cipriota (in greco Απελευθερωτικός Αγώνας της Κύπρου 1955-59?), nota anche come guerra d'indipendenza greco-cipriota o guerra d'indipendenza cipriota, fu un conflitto combattuto nella Cipro britannica tra il 1955 e il 1959.
L'Organizzazione nazionale dei combattenti ciprioti (EOKA), un'organizzazione guerrigliera nazionalista di destra greco-cipriota, iniziò una campagna armata a sostegno della fine del dominio coloniale britannico e dell'unificazione di Cipro e della Grecia (enosis) nel 1955. L'opposizione all'enosis da parte dei turco-ciprioti portò alla formazione del Movimento di Resistenza Turco (TMT) a sostegno della spartizione di Cipro. L'emergenza cipriota terminò nel 1959 con la firma degli accordi Londra-Zurigo, che istituì la Repubblica di Cipro come uno stato indipendente non diviso e separato dalla Grecia.

## Storia

### Contesto
Cipro fu un territorio dell'Impero ottomano dalla fine del XVI secolo fino a diventare un protettorato del Regno Unito sotto la sovranità ottomana nominale nella Convenzione di Cipro del 4 giugno 1878, in seguito alla guerra russo-turca. Nel 1915, Cipro fu formalmente annesso all'Impero britannico dopo che gli ottomani entrarono nella prima guerra mondiale a fianco degli Imperi centrali contro gli inglesi, e fu governato inizialmente da un'amministrazione militare fino ai successivi dieci anni, quando nel 1925 fu proclamato come Colonia della Corona di Cipro. Dagli anni '10 agli anni '50, i greco-ciprioti divennero sempre più insoddisfatti del dominio britannico e sostennero l'enosis, il concetto di unificazione politica tra Cipro e la Grecia. Le diverse offerte infruttuose fatte alla Grecia dagli inglesi di cedere Cipro in cambio di concessioni militari e la notevole mancanza di investimenti britannici sull'isola, causarono un crescente movimento nazionalista cipriota.
Nel 1954, la Gran Bretagna annunciò l'intenzione di trasferire il proprio quartier generale militare di Suez (l'ufficio del comandante in capo, Medio Oriente) a Cipro.

### Insurrezione
Il 1º aprile 1955 iniziò l'insurrezione dell'EOKA con gli attacchi del 1º aprile. Dopo una serie successiva di incidenti, il governatore generale Sir John Harding dichiarò lo stato di emergenza il 26 novembre dello stesso anno. Gli inglesi incontrarono grandi difficoltà nell'ottenere informazioni efficaci sull'EOKA poiché la maggioranza della popolazione greco-cipriota li sosteneva. Furono anche ostacolati da una perdita di manodopera causata dalla crisi di Suez e dall'emergenza malese. Verso la fine degli anni '50, gli inglesi ebbero più successo. Cipro divenne una repubblica indipendente nel 1960 con la Gran Bretagna che mantenne il controllo di due aree di sovranità, ad Akrotiri e Dhekelia.
Nel gennaio 2019, il governo britannico accettò di pagare 1 milione di sterline a un totale di 33 ciprioti che vennero torturati dalle forze britanniche durante la rivolta. Tra questi c'era una donna, all'epoca di 16 anni, che affermò di essere stata detenuta e ripetutamente violentata dai soldati, e un uomo che perse un rene a causa del suo interrogatorio. Il pagamento seguì la declassificazione dei documenti del governo nel 2012, sebbene il ministro degli Esteri Alan Duncan avesse dichiarato che l'accordo non costituiva alcuna ammissione di responsabilità ma che "il governo risolse il caso al fine di tracciare una linea in tale contenzioso e di evitare l'ulteriore escalation dei costi”.